# Kōkūtai
Pour les articles homonymes, voir Kokutai (homonymie).

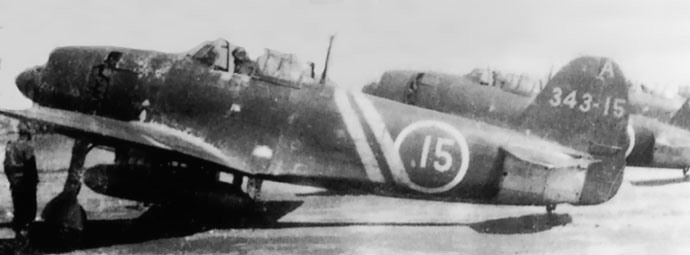
Ce chasseur Kawanishi N1K2-Ja, immatriculé « 343 A-15 », appartenait au Hikōtai au sein du kōkūtai (aérien). Photographie prise à la base aérienne de Matsuyama le 10 avril 1945.

Un kōkūtai (航空隊) était dans la Marine impériale japonaise, pendant la Seconde Guerre mondiale, à peu près ce qu'un « groupe aérien » était chez les armées de l'air européennes de l'époque (group chez la RAF, gruppe chez la Luftwaffe, « groupe » chez l'Armée de l'Air…). Un kōkūtai comportait donc des centaines d'hommes entre officiers, sous-officiers, pilotes (la plupart du personnel navigant du Service aérien de la Marine impériale japonaise étant constitué de sous-officiers), mécaniciens et personnel au sol. Au sol (car la Marine impériale n'avait pas que des avions embarqués décollant de porte-avions) elle avait aussi des avions terrestres décollant de bases côtières ou insulaires qui lui appartenaient et qu'elle gérait indépendamment de l'Armée de terre impériale.
Quelques exemples célèbres :
- le 201e kōkūtai ;
- le Tainan kōkūtai ;
- le 343e kōkūtai (ou Tsurugi butai) ;
- le 601e kōkūtai ;
- le 652e kōkūtai ;
- le Yokosuka kōkūtai.